# Antonín Matzenauer
Antonín Matzenauer (11. září 1823 Horní Moštěnice – 4. prosince 1893 Brno) byl český slavista, baltista a jazykovědec (srovnávací lingvistika slovanských jazyků).

## Život a dílo
Studoval právo v Olomouci, Vídni a Lvově. Po krátké právnické praxi se nakonec plně věnoval srovnávací lingvistice zejména slovanských jazyků. Když se mu nepodařilo získat katedru českého jazyka a literatury v Olomouci, stal se suplujícím profesorem českého jazyka na zemské akademii v Brně a překladatelem při moravském místodržitelství. Později přednášel německý jazyk na německé technice v Brně. Od roku 1852 byl učitelem českého jazyka, literatury a historie na I. německém gymnáziu v Brně. Od roku 1890 byl členem České akademie věd a umění.
Jeho korespondence s jazykovědci Miklosichem a Jagićem je dochována v Rakouské národní knihovně ve Vídni a v Moravském zemském archivu v Brně. Část pozůstalosti obsahující vydané i nevydané části jeho etymologického slovníku je dochována v Moravské zemské knihovně.
Zemřel náhle ve svém bytě v Brně. Pohřeb byl ve středu 6. prosince 1893.

### Knižní vydání
- Cizí slova ve slovanských řečech (V Brně, Nákladem Matice moravské, V kommissí kněhkupcův Karla Winikera v Brně, Dr. Gregra & Ferd. Dattla v Praze, 1870)
- Cizí slova ve slovanských řečech (Leipzig, Zentralantiquariat der Deutschen Demokratischen Republik, 1973)
- Beiträge zur Kunde der altpreußischen Sprache (Praha, Nakladatelství Lidové noviny, 2009)

## Posmrtná pocta
- Ulice Matzenauerova je v Brně-Žabovřeskách.